# Heyersdorf
Heyersdorf – miejscowość i gmina w Niemczech, w kraju związkowym Turyngia, w powiecie Altenburger Land.
Niektóre zadania administracyjne realizowane są przez miasto Gößnitz, które pełni rolę „gminy realizującej” (niem. „erfüllende Gemeinde”).

## Współpraca
Miejscowości partnerskie:
- Bernin, Francja
- Kieselbronn, Badenia-Wirtembergia
- Neuenbürg, Badenia-Wirtembergia